# Дейли, Мэтт
Мэ́ттью (Мэтт) Де́йли (англ. Matthew (Matt) Daly, род. 8 июля 1983, Эд-Даммам) — английский и британский хоккеист (хоккей на траве), нападающий. Участник летних Олимпийских игр 2008 и 2012 годов, чемпион Европы 2009 года, бронзовый призёр чемпионата Европы 2011 года.

## Биография
Мэтт Дейли родился 8 июля 1983 года в саудовскоаравийском городе Даммам.
Окончил университет Брунеля в Лондоне, получив степень в области спортивных наук.
Играл в хоккей на траве за «Сёрбитон» (2002—2016) и «Теддингтон» (с 2016 года).
13 января 2005 года дебютировал на международном уровне в товарищеском матче со сборной ЮАР.
В 2008 году вошёл в состав сборной Великобритании по хоккею на траве на летних Олимпийских играх в Пекине, занявшей 5-е место. Играл на позиции нападающего, провёл 6 матчей, забил 3 мяча (по одному в ворота сборных Пакистана, ЮАР и Канады).
В составе сборной Англии в 2009 году завоевал золотую медаль чемпионата Европы в Амстелвене, в 2011 году — бронзовую медаль чемпионата Европы в Мёнхенгладбахе.
В 2012 году вошёл в состав сборной Великобритании по хоккею на траве на летних Олимпийских играх в Лондоне, занявшей 4-е место. Играл на позиции нападающего, провёл 7 матчей, мячей не забивал.
В 2005—2012 годах провёл более 160 матчей за сборные Англии и Великобритании, забил свыше 60 мячей.
Работает учителем физкультуры и тренером по хоккею на траве в Кингстонской гимназии в Кингстон-апон-Темc.